# Mack Sennett
Mack Sennett, pseudonimo di Mikall Sinnott (Danville, 17 gennaio 1880 – Woodland Hills, 5 novembre 1960), è stato un attore, sceneggiatore, regista e produttore cinematografico canadese naturalizzato statunitense.
Sulla sua lapide, nel cimitero di Holy Cross a Culver City dove riposa, oltre all'anno di nascita e di morte compare un epitaffio: Beloved King of Comedy.
E Sennett fu davvero il re della commedia, nel periodo d'oro del cinema muto (1910-1929), quando antepose il proprio nome, come produttore, ai titoli di oltre un migliaio di film.

## Biografia

### Dalla ferriera al palcoscenico
Mack Sennett nacque in Quebec da contadini di origini Irlandesi (John Francis Sinnott e Catherine Foy), primogenito, fratello di John, Gorge e Mary. Attribuì la predisposizione allo spettacolo ad uno zio materno pioniere dell'intrattenimento. Quindicenne si scoprì dotato di una voce baritonale che la madre solleciterà di coltivare. Sedicenne, seguendo la famiglia nella nuova occupazione di albergatori/ristoratori ebbe probabilmente la prima occasione di poter osservare una moltitudine di umanità nelle sue molteplici sfumature e caratteristiche psicologiche e che più tardi fungeranno da soggetto per l'attività che lo rese celebre.
Gli anni giovanili della scolarità furono improntati ad una rigida educazione franco-cattolico evangelista del collegio cui la madre iscrisse tutti e tre i figli maschi, fermamente convinta della necessità di una formazione per quanto non altrettanto condivisa dai figli, come lascerà scritto nelle sue memorie Mack, ma che gli consentiranno di approfondire le competenze musicali e l'apprendimento della lingua francese. Gli affari nella ristorazione stagnavano e il padre trasferì la famiglia al sud, oltre confine, nel Connecticut, Stati Uniti, nella cittadina di East Berlin, centro industriale, trovando occupazione per sé e il figlio Mack come operai in una ferriera. Il lavoro non impedì né il prosieguo degli studi canori né il continuare a coltivare il sogno, forse più della madre che suo, di esibirsi un giorno come cantante al Metropolitan Opera House di New York.
La leggenda vuole, a questo punto (1900), che in città si esibisse Marie Dressler, canadese anch'essa e che Mack espresse alla madre il desiderio di poterla incontrare con lo scopo di ricavarne una raccomandazione che lo introducesse nel mondo dello spettacolo. L'intraprendente genitrice scomodò un'autorità locale per una presentazione del figliolo alla famosa attrice: tale signor Coolidge, futuro presidente degli Stati Uniti d'America. Marie Dressler presentò il giovane all'impresario di New York David Belasco, che lo scritturò come cantante per i suoi spettacoli nel vaudeville.
Il padre di Mack asserì, invece, che il figliuolo, da un giorno all'altro abbandonò la ferriera per trasferirsi a New York cambiando il proprio nome anagrafico da Michael Sinnott in Mack Sennett.
Di certo, il ventiduenne Mack, approdò a New York nel 1902, ma per i successivi sei anni le uniche fonti sono le sue memorie nelle quali afferma di aver trovato il primo impiego come membro del coro in una comunità di fede battista e successivamente in vari cori in altrettante produzioni di vaudeville. È del 1907 la prima apparizione documentata del suo nome in cartellone, come corista, dove appare anche il nome di Fred Mace: più tardi sarà uno dei famigerati Keystone Cops di Sennett. Risalgono a questo periodo anche i primi ruoli come comparsa in allestimenti a Broadway.

### Cantante e attore cinematografico
Agli attori di teatro e vaudeville, da un paio d'anni (1905), nei locali da essi frequentati, andava aggiungendosi una nuova categoria di uomini di spettacolo aventi a che fare con il nuovo mezzo di intrattenimento che rapidamente si stava diffondendo accrescendo sempre più il proprio gradimento presso il pubblico: il cinema.
Le sale di proiezione si moltiplicavano in tutte le città, i teatri si adattavano ad ospitare il nuovo spettacolo, le case di produzione fiorivano: Edison, Lubin, Selig, Vitagraph, Biograph Company e la francese Pathé: pioniere del genere comico con i suoi attori Max Linder, Ferdinand Guillaume e André Deed ai quali lo stesso Sennett riconoscerà, più tardi, la paternità del genere slapstick. Fu una produzione Pathé cui Sennett rivelerà aver assistito per la prima volta sullo schermo ad un folle inseguimento da parte di una sconclusionata pattuglia di ridicoli poliziotti, progenitori dei suoi Keystone Cops. Nel 1908 la Biograph cercava nuovi attori per le sue produzioni; all'annuncio rispose un giovane sceneggiatore e attore, all'epoca trentaduenne, destinato a lasciare un'impronta indelebile nella cinematografia: D. W. Griffith. Qualche settimana più tardi, della compagnia, faceva già parte anche il ventottenne Mack Sennett.
Nel maggio di quell'anno i due recitarono insieme in quello che fu il film d'esordio di Sennett: The Sculptor's Nightmare. Ben presto Griffith rivelerà il suo talento e genio nella regia cinematografica e grande sarà il suo contributo allo sviluppo del cinema come nuova forma espressiva, la settima arte, comprensiva delle precedenti. Il periodo trascorso da Sennett alla Biograph e cioè dal 1908 al 1912, gli varrà un'esperienza formidabile nella fattura del film al seguito di Griffith, come avrà modo di riconoscere più tardi: ”Considero Griffith il mio maestro di vita e di arte, a lui devo tutte le mie competenze nel cinema”.

### Dall'altra parte della macchina da presa
Di anno in anno la struttura della Biograph cresceva unitamente al successo delle sue produzioni. Griffith si cimentava in svariati generi, ma restava maestro del genere drammatico dove poteva meglio sperimentare e affinare le tecniche di ripresa, non prediligendo particolarmente la commedia a differenza di Sennett nella cui cifra interpretativa c'era, invece, spesso, un'impronta comica.
Fu nel 1911 il passaggio di Sennett dall'altra parte della macchina da presa come direttore del settore comico della Biograph, quindi attore e regista, ingaggiando con il suo maestro un duello a colpi di cortometraggi: i primi, drammatici, arrovellantisi intorno ai problemi posti dalle conquiste e tribolazioni della modernità; i secondi, comici, che si facevano beffe di questa modernità esaltandone le contraddizioni e la schizofrenia. Camrades fu il primo film firmato da Sennett come regista, oltre che interprete. Fred Mace si unì alla compagnia. Del 1912 A Spanish Dilemma, regia di Sennett, che vide recitare per la prima volta al suo fianco, oltre a Fred Mace, Mabel Normand: ”la cosa più importante della mia vita? Quella ragazza” lascerà scritto Mack nelle sue memorie.

## I Keystone studios
Sennett era ora padrone della tecnica del fare cinema, ma dimostrò un talento ancora maggiore come organizzatore e manager a tutto tondo; il successo dei suoi film gli dava ragione. Era maturo per mettersi in proprio.

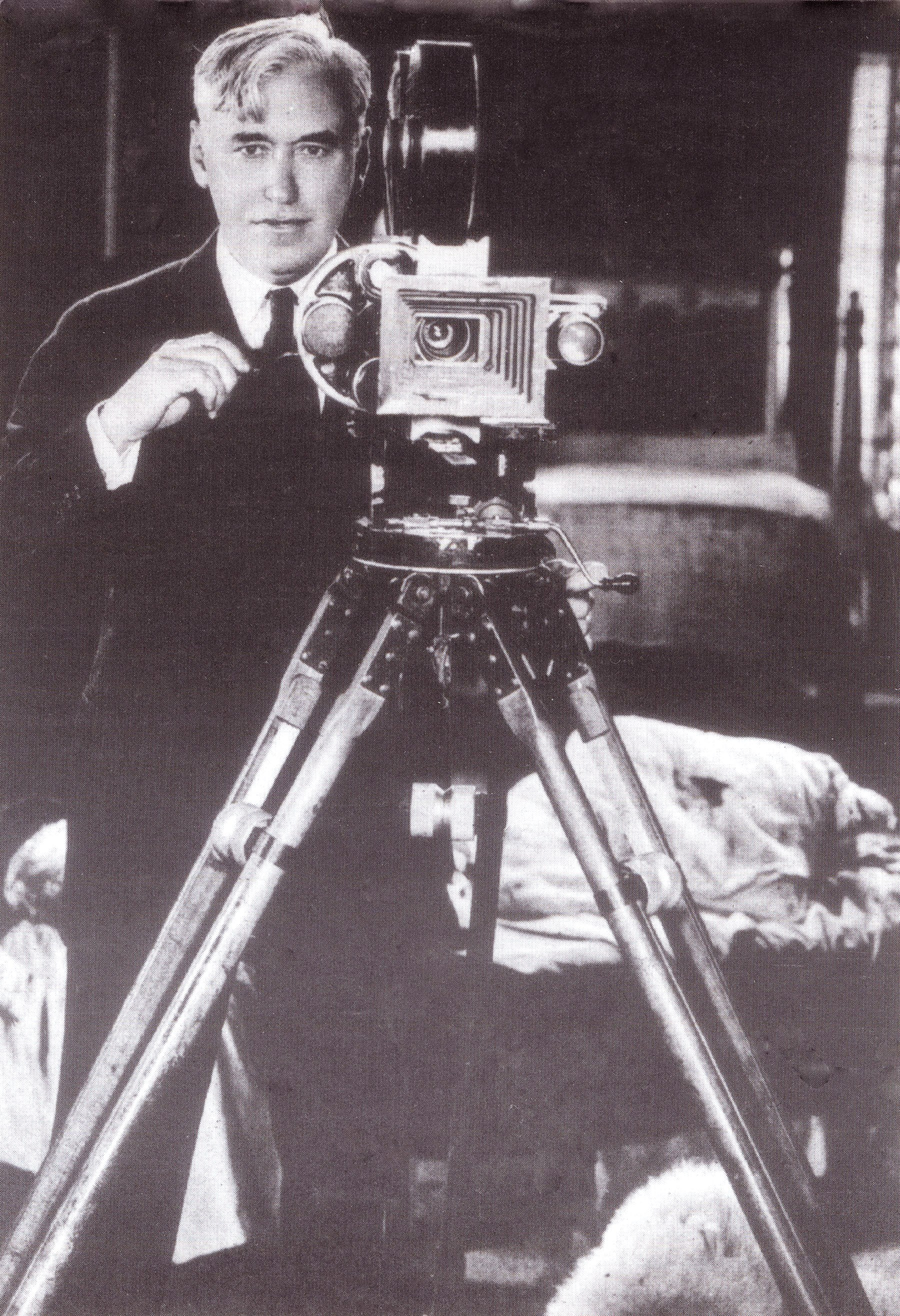
Mack Sennett dietro la cinepresa 1918

Nel luglio del 1912 in un hotel di New York Mack Sennett, Adam Kessel e Charles Baumann firmarono l'atto di nascita di una nuova casa di produzione cinematografica: la Keystone pictures, affidata alla direzione di Mack Sennett, dedicata alla produzione di film comici e destinata ad entrare nella storia del cinema come la più grande fabbrica di film del genere e palestra per i più grandi talenti dello schermo dell'epoca.
Kessel e Baumann, i finanziatori, erano i proprietari della New York Motion Picture Company, casa di produzione indipendente fin dal 1908, negli anni cresciuta incorporando altre società come la Universal Company e la Bison; quest'ultima possedeva degli studios, o meglio un appezzamento di terreno adibito alla realizzazione di film, presso Edendale, sobborgo californiano, dove il sole risplendeva tutto l'anno garantendo continuità alla lavorazione.
A Edendale, Sennett fissò la sede della Keystone, trasferendosi con la sua troupe di fedelissimi fuoriusciti dalla Biograph: Mabel Normand, Fred Mace, Ford Sterling, Alice Davenport e come registi Henry 'Pathé' Lehrman, Wilfred Lucas e George Nichols. Si aggregarono più tardi Ben Turpin, Mack Swain, Edgar Kennedy, Slim Summerville, Chester Conklin, Charley Chase.
Il genere di film della Keystone era lontano dallo stile della Biograph e di Griffith: si trattava di commedie semplici, anche rozze, dalla comicità grossolana, ma dal grande successo commerciale. L'idea di fondo era il caos, il movimento, l'azione perenne e forsennata, senza un attimo di pausa per lo spettatore che non doveva avere il tempo di pensare: in una parola lo slapstick, declinabile in love, speed and thrills; il tutto era condito con un'abbondante quantità di torte in faccia.

## Keystone Cops e Bathing Beauties

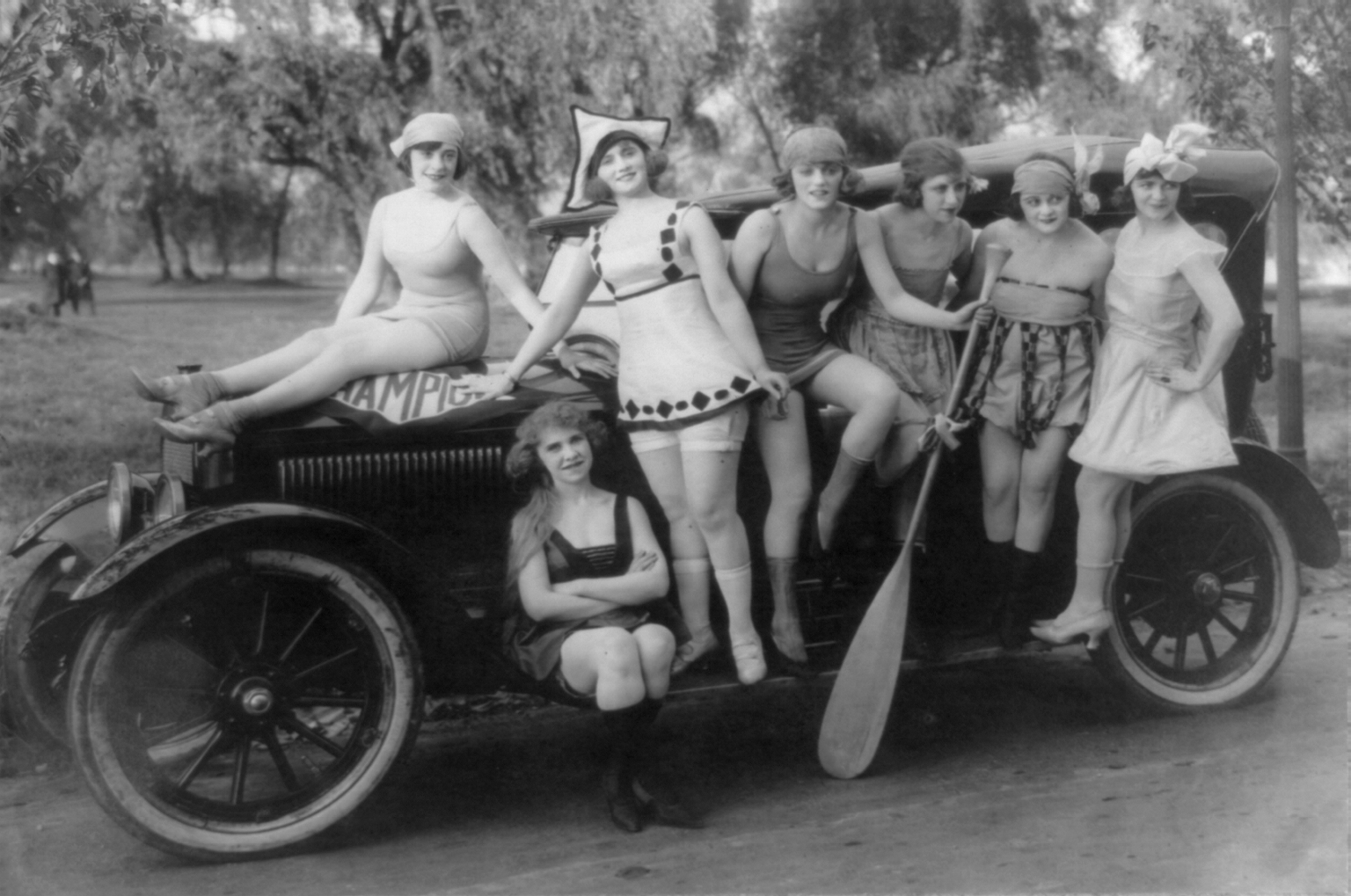
Le Bathing Beauties

Simbolo di questa idea comica furono i Keystone Cops, accozzaglia di goffi e buffi poliziotti male in arnese, perennemente travolti dal crimine che avrebbero dovuto contrastare e che, in origine, erano formati da George Jeske, Bobby Dunn, Mack Riley, Charles Avery, Slim Summerville, Edgar Kennedy e Hank Mann.; altrettanto importanti le Bathing Beauties, le "bellezze al bagno" che trasgredivano all'epoca le regole dell'immagine femminile e che hanno creato un prototipo usato in moltissime comiche, anche fuori dalla Keystone. Tra le "bellezze", vanno ricordati i nomi di Juanita Hansen, Gloria Swanson, Virginia Fox, Phyllis Haver, Marie Prevost, Madeline Hurlock, Ora Carew.
"(...) I Keystone Cops, poliziotti impappinati e scalmanati a caccia di malfattori che non agguantano mai, e le Bathing Beauties, discinte fanciulle che insidiano la norma del costume (siamo negli anni Dieci) senza violarle e senza provocare soprassalti censori" (Fernaldo Di Giammatteo).

## Gli anni d'oro della Keystone
Se la prima star del cinema muto fu Mary Pickford, Mabel Normand fu la prima superstar tra le attrici, Roscoe 'Fatty' Arbuckle, aggregatosi nell'aprile del 1913, lo fu tra gli attori.
Straordinario scopritore di talenti, Sennett notò sul palcoscenico un giovane attore di vaudeville venuto dall'Inghilterra in tournée con la troupe di Fred Karno e ancora sconosciuto: Charlie Chaplin. Nel dicembre del 1913 Chaplin firmò il suo primo contratto con una compagnia cinematografica, con la Keystone girerà i suoi primi trentacinque film, dal febbraio 1914 al dicembre dello stesso anno.
Il successo economico vide Sennett investire non solo nel cinema ma anche nelle speculazioni terriere e fu per promuovere una sua iniziativa di sviluppo fondiario che fece erigere sulla sommità di una collina un'insegna a caratteri cubitali a formare la parola HOLLYWOODLAND, più tardi ricostruita senza il LAND finale è rimasta quale una delle icone riconosciute della Mecca dello star system. Harry Langdon nel 1917 fu pure una sua scoperta. Comprese il fascino del glamour e per primo produsse una serie di film imperniati sulle Bellezze al Bagno (Bathing Beauties).

## Il declino
L'avvento del sonoro lo detronizzò. Hal Roach fu il successivo re della commedia, adesso sonora.
Offrì la sua esperienza e il suo talento alla Paramount Pictures dove lanciò Gloria Swanson, W.C. Fields, Carole Lombard e Bing Crosby. Ma all'inizio degli anni trenta era ormai fuori dal giro che contava.
Si ritirò in Canada, ma per poco. Tornò ad Hollywood dove, nel 1937, gli fu assegnato uno speciale premio Oscar alla carriera (1938).
L'avvento della televisione negli anni cinquanta ne rinverdì la popolarità trasmettendo le sue prime comiche del periodo muto.
Morì nel 1960, a ottanta anni. 
Riposa al Holy Cross Cemetery a Culver City.

## Sviluppo del linguaggio cinematografico
Il genere comico di Mack Sennett fu la più importante palestra per la definitiva messa a punto del linguaggio cinematografico, grazie alla sua principale caratteristica, quella della velocità. I numeri del cinema comico erano presi dalla tradizione circense, degli acrobati e delle farse popolari, ma il montaggio poteva renderli straordinariamente frenetici e vibranti. Gli slapstick (letteralmente "schiaffo e bastone") erano dei film-giocattolo caratterizzati dal non-sense e da un rutilante vortice di sberle, pugni, calci, torte in faccia, cadute, voli, rimbalzi, fughe e inseguimenti, in una corsa collettiva indiavolata. Gli uomini lottavano contro oggetti spiritati, in un mondo scomposto e ricostruito alla rovescia dagli autori. Queste comiche erano composte da gag disordinate e piuttosto rozze, ma nell'insieme riuscivano a creare un mondo sovversivo e liberatorio, dove i poveri erano consolati nel vedere i ricchi beffati e derubati.
Fondamentale fu l'elaborazione del linguaggio del montaggio, grazie alle scoperte che erano naturali in un clima di sperimentazione continua, dove il centro dell'interesse era il ritmo, piuttosto che la storia, verso un linguaggio cinematografico puro basato sul movimento. Se D.W. Griffith era stato l'esempio normativo per il linguaggio cinematografico, Sennett fu quello trasgressivo: per Griffith tutto è chiaro e certo (dalle inquadrature alla divisione tra buoni e cattivi), per Sennett tutto è fluido e in mutazione. Grazie ai comici il cinema era ora in grado non solo di raccontare una storia, ma anche di rovesciarne il senso, cambiando il punto di vista narrativo e scambiando i ruoli.

## Filmografia

### Regista (parziale)
- Caught with the Goods (1911)
- Curiosity, co-regia di Henry Lehrman (1911)
- The Wonderful Eye (1911)
- The Water Nymph (1912)
- The Duel – cortometraggio (1912)
- Brave and Bold (1912)
- Help! Help!, co-regia di Dell Henderson (1912)
- At Twelve O'Clock (1913)
- Those Good Old Days (1913)
- Barney Oldfield's Race for a Life (1913)
- A Bandit – cortometraggio (1913)
- Peeping Pete – cortometraggio (1913)
- Mabel's Dramatic Career (1913)
- Il fortunoso romanzo di Tillie - lungometraggio (1914)
- The Little Teacher – cortometraggio (1915)
- L'idolo del villaggio (A Small Town Idol), co-regia di Erle C. Kenton (1921)
- Scotch (1930)
- Bulls and Bears (1930)
- Midnight Daddies (1930)
- The Fainting Lover – cortometraggio (1931)
- Speed – cortometraggio (1931)
- Ipnotismo (Hypnotized) (1932)

### Attore

#### 1908
- The Sculptor's Nightmare, regia di Wallace McCutcheon (1908)
- The King's Messenger, regia di Wallace McCutcheon (1908)

#### 1909
- One Touch of Nature, regia di D. W. Griffith – cortometraggio (1909)
- The Maniac Cook, regia di David W. Griffith – cortometraggio (1909)
- Mrs. Jones Entertains, regia di David W. Griffith – cortometraggio (1909)
- The Honor of Thieves, regia di David W. Griffith – cortometraggio (1909)
- Love Finds a Way, regia di David W. Griffith – cortometraggio (1909)
- The Sacrifice, regia di David W. Griffith – cortometraggio (1909)
- A Rural Elopement, regia di David W. Griffith – cortometraggio (1909)
- The Criminal Hypnotist, regia di David W. Griffith – cortometraggio (1909)
- The Fascinating Mrs. Francis, regia di David W. Griffith – cortometraggio (1909)
- Mr. Jones Has a Card Party, regia di David W. Griffith – cortometraggio (1909)
- Those Awful Hats, regia di David W. Griffith – cortometraggio (1909)
- The Welcome Burglar, regia di David W. Griffith – cortometraggio (1909)
- The Cord of Life, regia di David W. Griffith – cortometraggio (1909)
- The Girls and Daddy, regia di David W. Griffith – cortometraggio (1909)
- The Brahma Diamond, regia di David W. Griffith – cortometraggio (1909)
- A Wreath in Time, regia di David W. Griffith – cortometraggio (1909)
- Tragic Love, regia di David W. Griffith – cortometraggio (1909)
- The Curtain Pole, regia di David W. Griffith – cortometraggio (1909)
- The Joneses Have Amateur Theatricals, regia di David W. Griffith – cortometraggio (1909)
- The Politician's Love Story, regia di David W. Griffith – cortometraggio (1909)
- The Golden Louis, regia di David W. Griffith – cortometraggio (1909)
- At the Altar, regia di David W. Griffith – cortometraggio (1909)
- The Prussian Spy, regia di David W. Griffith – cortometraggio (1909)
- His Wife's Mother, regia di David W. Griffith – cortometraggio (1909)
- A Fool's Revenge, regia di David W. Griffith – cortometraggio (1909)
- The Wooden Leg, regia di David W. Griffith – cortometraggio (1909)
- The Roue's Heart, regia di D. W. Griffith – cortometraggio (1909)
- The Salvation Army Lass, regia di D.W. Griffith – cortometraggio (1909)
- The Lure of the Gown', regia di David W. Griffith – cortometraggio (1909)
- The Voice of the Violin, regia di David W. Griffith – cortometraggio (1909)
- The Deception, regia di David W. Griffith – cortometraggio (1909)
- And a Little Child Shall Lead Them, regia di David W. Griffith – cortometraggio (1909)
- A Burglar's Mistake, regia di David W. Griffith – cortometraggio (1909)
- The Medicine Bottle, regia di David W. Griffith – cortometraggio (1909)
- Jones and His New Neighbors, regia di David W. Griffith – cortometraggio (1909)
- A Drunkard's Reformation, regia di David W. Griffith – cortometraggio (1909)
- Trying to Get Arrested, regia di David W. Griffith – cortometraggio(1909)
- The Road to the Heart, regia di D. W. Griffith – cortometraggio (1909)
- Schneider's Anti-Noise Crusade, regia di D. W. Griffith – cortometraggio (1909)
- A Rude Hostess, regia di D. W. Griffith – cortometraggio (1909)
- The Winning Coat, regia di D. W. Griffith – cortometraggio (1909)
- A Sound Sleeper, regia di D. W. Griffith – cortometraggio (1909)
- Confidence, regia di D. W. Griffith – cortometraggio (1909)
- Lady Helen's Escapade, regia di D. W. Griffith – cortometraggio (1909)
- A Troublesome Satchel, regia di D. W. Griffith – cortometraggio (1909)
- Twin Brothers
- Lucky Jim
- Tis an Ill Wind That Blows No Good
- The Suicide Club, regia di D. W. Griffith – cortometraggio (1909)
- The Note in the Shoe
- One Busy Hour
- The French Duel
- Jones and the Lady Book Agent
- A Baby's Shoe
- The Jilt
- Resurrection
- Two Memories
- Eloping with Auntie
- The Cricket on the Hearth
- What Drink Did
- The Violin Maker of Cremona, regia di D. W. Griffith – cortometraggio (1909)
- The Lonely Villa, regia di D. W. Griffith – cortometraggio (1909)
- A New Trick
- The Son's Return
- The Faded Lilies
- Her First Biscuits
- Was Justice Served?
- The Peachbasket Hat
- The Mexican Sweethearts
- The Way of Man
- The Necklace, regia di D. W. Griffith – cortometraggio (1909)
- The Message
- The Cardinal's Conspiracy
- Jealousy and the Man
- A Convict's Sacrifice
- The Slave
- A Strange Meeting
- The Mended Lute
- They Would Elope
- Mr. Jones' Burglar
- The Better Way
- With Her Card
- Mrs. Jones' Lover or I Want My Hat
- His Wife's Visitor
- The Indian Runner's Romance
- The Seventh Day
- Oh, Uncle!
- The Mills of the Gods
- The Sealed Room
- The Little Darling
- The Hessian Renegades
- Getting Even
- The Broken Locket
- In Old Kentucky
- A Fair Exchange
- Leather Stocking
- The Awakening
- Pippa Passes or Pippa Passes; or, The Song of Conscience
- The Little Teacher
- A Change of Heart
- His Lost Love
- The Expiation
- In the Watches of the Night
- Lines of White on a Sullen Sea
- What's Your Hurry?
- The Gibson Goddess
- Nursing a Viper
- The Light That Came
- Two Women and a Man
- A Midnight Adventure
- The Open Gate
- The Mountaineer's Honor
- The Trick That Failed
- In the Window Recess
- The Death Disc: A Story of the Cromwellian Period
- Through the Breakers
- The Red Man's View
- A Corner in Wheat
- In a Hempen Bag
- A Trap for Santa Claus
- In Little Italy
- To Save Her Soul
- The Day After
- Choosing a Husband
- The Heart of an Outlaw

#### 1910
- The Dancing Girl of Butte, regia di D.W. Griffith – cortometraggio (1910)
- All on Account of the Milk
- The Call
- The Last Deal
- The Cloister's Touch
- The Woman from Mellon's
- One Night and Then
- The Englishman and the Girl
- Taming a Husband
- The Newlyweds, regia di David W. Griffith – cortometraggio (1910)
- The Thread of Destiny
- In Old California, regia di David W. Griffith – cortometraggio (1910)
- The Converts
- The Love of Lady Irma, regia di Frank Powell – cortometraggio (1910)
- Faithful, regia di David W. Griffith – cortometraggio (1910)
- The Twisted Trail
- Gold Is Not All
- The Two Brothers, regia di David W. Griffith – cortometraggio (1910)
- As It Is in Life
- A Rich Revenge
- The Way of the World, regia di David W. Griffith – cortometraggio (1910)
- Up a Tree, regia Frank Powell – cortometraggio (1910)
- The Gold Seekers, regia di David W. Griffith – cortometraggio (1910)

#### 1912
- The Duel, regia di Mack Sennett – cortometraggio (1912)

#### 1913
- Peeping Pete, regia di Mack Sennett – cortometraggio (1913)

#### 1915
- The Little Teacher, regia di Mack Sennett – cortometraggio (1915)

### Produttore (parziale)
- Passions, He Had Three, regia di Henry Lehrman – cortometraggio (1913)
- A Bandit, regia di Mack Sennett – cortometraggio (1913)
- Peeping Pete, regia di Mack Sennett – cortometraggio (1913)
- The Home Breakers, regia di Walter Wright (1915)
- The Little Teacher, regia di Mack Sennett – cortometraggio (1915)
- Mabel, Fatty and the Law, regia di Roscoe Arbuckle (1915)
- Peanuts and Bullets, regia di Nick Cogley (1915)
- The Danger Girl, regia di Clarence G. Badger (1916)

- Innocent Sinners, regia di Herman C. Raymaker – cortometraggio (1917)
- A Maiden's Trust, regia di Victor Heerman e Harry Williams – cortometraggio (1917)
- The House of Scandal, regia di Charles Avery – cortometraggio (1917)
- Taming Target Center, regia di William Campbell e Hampton Del Ruth (1917)
- Sole Mates, regia di Herman C. Raymaker (1917)
- His Wife's Friend, regia di Walter Wright (1918)
- Hearts and Flowers, regia di Edward F. Cline (1919)
- L'idolo del villaggio (A Small Town Idol), regia di Erle C. Kenton e Mack Sennett (1921)
- Suzanna, regia di F. Richard Jones (1922) [7][8]
- The Extra Girl, regia di F. Richard Jones (1923)
- The Shriek of Araby, regia di F. Richard Jones (1923)

### Sceneggiatore (parziale)
- Hearts and Flowers, regia di Edward F. Cline (1919)
- L'idolo del villaggio (A Small Town Idol), regia di Erle C. Kenton e Mack Sennett (1921)
- The Shriek of Araby, regia di F. Richard Jones - soggetto e sceneggiatura (1923)
- Suzanna, regia di F. Richard Jones (1922) [7][8]